# Фунес, Грегорио
Грегорио Фунес (исп. Gregorio Funes, 25 мая 1749 — 10 января 1829), часто называемый «Настоятель Фунес» (исп. Deán Funes) — испанский и южноамериканский священнослужитель, один из основателей независимой Аргентины.

## Биография

### Ранние годы
Родился в богатой семье в городе Кордова в вице-королевстве Перу, получил образование в Колледже Монсеррат, в 1773 году был рукоположен в священники, стал директором семинарии. В том же году в епископстве произошёл конфликт, вызванный разделом имущества, оставшегося после изгнания иезуитов, и так как Фунес был главой группы, противостоявшей епископу, то он был назначен главой прихода в Пунилье — в сельской местности подальше от Кордовы.
Не имея разрешения епископа, Фунес отправился в Испанию, где в 1779 году получил степень доктора канонического права в университете в Алькале. Во время нахождения в Испании Фунес познакомился с идеями Просвещения. На родину он вернулся вместе с новым епископом Кордовы Хосе Антонио де Сан-Альберто и стал каноником Кафедрального капитула. В 1793 году он стал провизором епископства, а в 1804 году — настоятелем кафедрального собора. В том же году скончался епископ, и он был временным управителем епископства до прибытия преемника покойного — Родриго де Орельяны.
С 1807 года Фунес стал ректором университета и Колледжа Монсеррат. Он составил для университета новый учебный план, включающий такие предметы, как математика, экспериментальная физика, французский язык, музыка и тригонометрия. Будучи сторонником свободного образования, он пожертвовал 10 тысяч песо на создание кафедры геометрии, арифметики и алгебры. Однако он отказал в изучении новых философских школ, считая схоластику достаточно безопасной и проверенной. Его демократические идеи вызвали конфликты с местными властями — главным образом с губернатором Рафаэлем де Собремонте.

### Революции
В 1809 году, будучи в Буэнос-Айресе, он узнал о революционных планах Мануэля Бельграно и Хуана Хосе Кастелли, относившихся тогда к течению «карлотизма»: независимость предполагалось получить через коронацию дочери пленённого Наполеоном короля Фердинанда VII — Карлоты.
Фунес стал первым человеком в Кордове, узнавшим о начале Майской революции (он получил известие об этом даже раньше, чем губернатор Хуан Антонио Гутьеррес де ла Конча), и тут же присоединился к революционерам. Группа влиятельных лиц пригласила его на встречу, где должно было быть принято заявление об отказе подчиняться власти Буэнос-Айресской хунты, и Фунес стал единственным человеком, выступившим против врагов революции. Он сообщил Хунте, что губернатор Конча, поддержанный бывшим вице-королём Линьерсом, объявил о верности Регентскому совету и не признаёт её власти.
Когда приближение Северной армии вынудило Кончу и его сторонников бежать, Фунес смог собрать городской совет и заставить его признать власть Хунты. Он смог убедить генерала Франсиско Ортиса де Окампу не расстреливать пленных контрреволюционеров, а отправить их в Буэнос-Айрес (однако по дороге они всё равно были казнены Кастелли и Балькарсе).
Вскоре после этого он был избран делегатом от своего города в состав Большой хунты. В её составе он поддерживал политику президента Корнелио Сааведры и противостоял политике группы, возглавляемой Мариано Мореной. Будучи в составе Хунты, он стал участником важнейших переговоров и редактором большинства её прокламаций, писем и манифестов.
После Апрельской революции 1811 года возглавил официальную правительственную Gazeta de Buenos Ayres, был автором призыва народа к сопротивлению после поражения в сражении при Уаки.
После поражения при Уаки Сааведра получил от Хунты полномочия на реорганизацию Северной армии для остановки возможного испанского вторжения, в результате чего Хунта осталась без своего главы. Революционный дух Фунеса оказался в состоянии кризиса, и он стал одним из подписантов перемирия с роялистами в Монтевидео, отдавшего в руки роялистов всю Восточную полосу. Он даже посоветовал своему брату Амбросио Фунесу и друзьям в Кордове быть поосторожнее с выражением поддержки Революции.
По инициативе городского совета Буэнос-Айреса Сааведра был снят со своего поста, и у власти в стране 8 сентября 1811 года встал Триумвират; а Хунта была преобразована в Консервативную Хунту, чьей миссией стала законодательная деятельность и контроль над исполнительной властью. Под руководством Фунеса Хунта разработала Органический Регламент (первый конституционный документ Аргентины), провозглаший разделение властей. Однако Триумвират, руководимый Ривадавией, отказался признать Хунту независимым от правительства органом.
В конце года произошёл «Motín de las Trenzas» — мятеж солдат Патрицианского полка, завершившийся резнёй. Фунес был обвинён в провоцировании беспорядков и арестован, Хунта — распущена, а её члены — изгнаны из столицы. Триумвират взял в свои руки всю власть, не допуская к ней провинции из внутренней части страны.

### Старший государственный деятель
В начале 1812 года Фунес был освобождён и вернулся в Кордову. Он посвятил себя написанию «Эссе по гражданской истории Парагвая, Буэнос-Айреса и Тукумана» — одной из первых написанных в Аргентине исторических работ. Полностью посвятив себя писательству, он отверг предложение представлять свою провинцию на Тукуманском конгрессе. Но когда Конгресс переехал в Буэнос-Айрес, то Хосе Антонио Кабрера, Эдуардо Перес Бульнес и Мигель Каликсто дель Корро отказались сделать также, и правительство Кордовы выбрало двух других представителей им на смену. Одним из них стал Грегорио Фунес, который присоединился к Конгрессу в конце 1817 года. Одной из его задач стало писание статей для официального издания Конгресса — «El Redactor».
Фунес был убеждённым монархистом, и выступал за монархическую конституцию. В 1819 году он вмешался в разработку конституции унитаристского толка, полностью написал к ней преамбулу, и именно он был автором прокламаций, которыми о новой конституции было объявлено в провинциях.
После поражения при Сепеде Фунес был отправлен для ведения мирных переговоров с Франсиско Рамиресом и Эстанислао Лопесом, и стал одним из авторов текста договора в Пиларе, ликвидировавшего Тукуманский конгресс.
Впоследствии Фунес представлял Великую Колумбию перед правительством Буэнос-Айреса. Также он представлял в Буэнос-Айресе Симона Боливара и хотел, чтобы Буэнос-Айрес принял участие в созванном Боливаром в 1826 году в Панаме Континентальном конгрессе.

### Смерть
Фунес ушёл на пенсию в Буэнос-Айресе. Один из его друзей, Сантьяго Спенсер Уайльд, пригласил священнослужителя совершить экскурсию по его недавно открытому Парку Аргентино, первому общественному саду в Буэнос-Айресе. Во время прогулки жарким летом Фунес потерял сознание и умер. Грегорио Фунес скончался в 1829 году в возрасте 79 лет в Буэнос-Айресе, и был похоронен на кладбище Реколета, однако впоследствии его останки были перевезены в Кафедральный собор Кордовы.